# LaPlace (Louisiane)
Pour les articles homonymes, voir La Place (homonymie).
Pour l’article ayant un titre homophone, voir Laplace.
LaPlace (ou La Place) est une communauté non incorporée de l'État américain de la Louisiane, située dans la paroisse de Saint-Jean-Baptiste. Elle constitue une banlieue de La Nouvelle-Orléans. Selon le recensement de 2010, sa population s'élève à 32 134 habitants.

## Géographie
LaPlace s'étend sur 59 km2, dont 3 km2 est formé d'eau. Établie sur la rive est du Mississippi, elle ne dépasse pas 3 m d'altitude. 

## Histoire
Avant la colonisation européenne, la région est habitée par les Chitimachas.
LaPlace est fondé au XVIIIe siècle. Son nom vient de Basile Laplace, un des premiers colons. 

## Port
La communauté abrite le siège du port de Louisiane du sud, le plus grand port américain d'import-export de marchandises (13e rang mondial en 2007 avec 207 785 000 tonnes de marchandises), en connexion avec ceux de La Nouvelle-Orléans et de Bâton-Rouge, ce qui fait de ce gigantesque complexe portuaire le long de la basse vallée du Mississippi, la 1re plate-forme de transport maritime occidentale.

## Personnalités
Les musiciens de jazz Kid Ory et Wellman Braud sont nés à LaPlace.